# Выставка (Пановское сельское поселение)
Вы́ставка — деревня в Палехском районе Ивановской области России. Входит в состав Пановского сельского поселения.

## География
Расположена в северо-восточной части Палехского района в 1 км к северу от деревни Паново, и в 1,3 км от автодороги М7 «Волга» Иваново — Нижний-Новгород.

## Население
На 2010 год постоянного населения не зарегистрировано.
| 1859 | 1905 | 2010 |
| ---- | ---- | ---- |
| 56   | ↘31  | ↘0   |